# Dan Wirén
Dan Einar Wirén, född 1 november 1951 i Jönköping, är en svensk bildkonstnär.
Dan Wirén växte upp i södra Närke. Han utbildade sig efter ett par års studier 1972–1974 i socialvetenskap på dåvarande Universitetsfilialen i Örebro på Gerlesborgsskolan 1974–76 samt vid Kungliga Konsthögskolan i Stockholm 1977–1982. Han hade sina första separatutställningar 1983 på Galleri Blanche i Stockholm och Galleri Astley i Uttersberg.
Dan Wirén har varit lärare på Konsthögskolan Valand i Göteborg och Konstfackskolan i Stockholm.
| ”               | Dan Wirén behandlar och preparerar sitt material, tusch och rispapper i anspråkslösa format, som en varsam och uppmärksammad älskare; han experimenterar med samspelet mellan tunna laveringar och det svarta tuschet, med penseldrag och färgens egna nebulösa spridning, med marmoreringar, färgbad och de olika papperens absortionsförmåga. | „ |
| – Peter Cornell | |   |

## Offentlig konst
- Väggmålningar på Kungliga Tekniska högskolan i Stockholm, 1997
- Kollektor, målning på Danderyds sjukhus, 2008